# Hugo Meisl

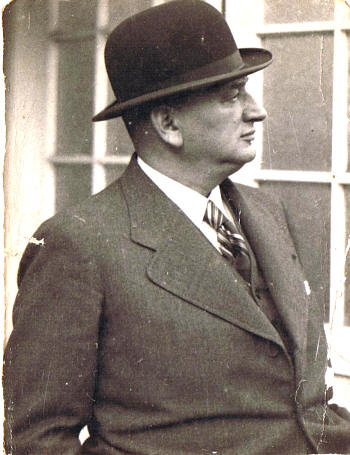
Hugo Meisl ca. 1930

Hugo Meisl (* 16. November 1881 in Maleschau (heute Malešov), Österreich-Ungarn; † 17. Februar 1937 in Wien) war eine der herausragendsten Persönlichkeiten der österreichischen Fußballgeschichte. Nach Beendigung seiner Spielerkarriere arbeitete er erfolgreich als Trainer, Funktionär, internationaler Schiedsrichter, ÖFB-Generalsekretär und FIFA-Delegierter. Von 1913 bis 1914 und von 1919 bis zu seinem Tod betreute er die österreichische Nationalmannschaft.

## Lebenslauf
Hugo Meisl wurde als Sohn des jüdischen Kaufmanns Ludwig Meisl und seiner Frau Karoline, geb. Mautner, in Böhmen geboren. Mit zwölf Jahren zog er nach Wien und besuchte dort eine Handelsschule. Dabei begann er sich zunehmend für den aufkommenden Fußballsport zu interessieren und trat 1895 dem Vienna Cricket and Football-Club bei. Wegen seiner Berufsausbildung, die er unter anderem in Triest und Paris absolvierte, konnte er nur sehr unregelmäßig seiner Fußballleidenschaft nachkommen. Nach seiner Festanstellung als Bankbeamter 1905 entwickelte sich Meisl alsbald zu einem der führenden Schiedsrichter des ÖFV und pfiff insgesamt 16 Länderspiele, unter anderem bei den Olympischen Spielen 1912. Aufgrund seiner Vielsprachigkeit, Hugo Meisl sprach Deutsch, Tschechisch, Italienisch, Französisch und Englisch perfekt, weitere Sprachen wie Schwedisch, Spanisch und Holländisch fließend, wurde er ab 1907 zum unentbehrlichen Vertreter des ÖFV bei der FIFA.
Hugo Meisl begann seine Trainerkarriere 1912 beim Wiener Amateur-SV, betreute allerdings bald als Verbandskapitän die österreichische Fußballnationalmannschaft von 1913 bis zu seinem Tode 1937, unterbrochen nur durch seinen Kriegseinsatz während des Ersten Weltkrieges an der Isonzofront. In diese Periode fällt mit dem Wunderteam das Wirken der erfolgreichsten Mannschaft in der Geschichte der Nationalelf. Weiters setzte er sich stark für die Einführung des Professionalismus ein, sodass Österreich 1924 zum ersten kontinentaleuropäischen Land mit einer eigenen Profi-Liga wurde. Hugo Meisl war zudem auch für die europäische Fußballgeschichte von großer Bedeutung. So war er entscheidend an der Schaffung des Mitropapokals, dem Vorläufer der Champions League, beteiligt sowie der Schaffung des Europapokals, welcher der Vorläufer der Europameisterschaft war. Hugo Meisl, der seit 1926 auch die Position des ÖFB-Generalsekretärs innehatte, verstarb während seiner Arbeit an einem Herzschlag im Alter von 55 Jahren.
Er wurde in einem ehrenhalber gewidmeten Grab am Wiener Zentralfriedhof, jüdischer Neuer Teil, Tor 5, Gruppe 3, Reihe 4, Nr. 11 begraben.
Die 17. Braunauer Zeitgeschichte-Tage haben sich am 28. Juni 2008 unter dem Titel Faszination Fußball mit Meisl beschäftigt.
Sein ehemaliges Arbeitszimmer im Karl-Marx-Hof in Wien wurde im Vereinsmuseum des FK Austria rekonstruiert und kann dort mitsamt zahlreichen Objekten besichtigt werden.

## Ehrungen
Für seine Leistungen wurde Hugo Meisl unter anderem von Österreich mit dem Ritterkreuz des österreichischen Verdienstordens sowie mit dem Silbernen Ehrenzeichen für Verdienste um die Republik Österreich ausgezeichnet, Italien würdigte ihn mit dem Titel eines Ritters der Krone von Italien. 1989 wurde der Hugo-Meisl-Weg in Wien-Favoriten nach ihm benannt.

## Erfolge
- Vierter Platz bei der Fußball-Weltmeisterschaft 1934 mit Österreich

## Familie
Hugos jüngerer Bruder Wilhelm „Willy“ Meisl (1895–1968) war Sportjournalist.